# Kristijan Đorđević
Pour les articles homonymes, voir Đorđević.
Kristijan Đorđević (en serbe en écriture cyrillique : Кристијан Ђорђевић) est un footballeur germano-serbe né le 6 janvier 1976 à Spaichingen (Allemagne de l'Ouest). Il a été international yougoslave au poste de milieu de terrain.

## Carrière
| Saison  | Club              | Pays      | Matchs | Buts |
| ------- | ----------------- | --------- | ------ | ---- |
| 1994-95 | SSV Reutlingen 05 | Allemagne | 14     | 4    |
| 1995-96 | SSV Reutlingen 05 | Allemagne | 25     | 1    |
| 1996-97 | VfB Stuttgart     | Allemagne | 5      | 0    |
| 1997-98 | VfB Stuttgart     | Allemagne | 17     | 3    |
| 1998-99 | VfB Stuttgart     | Allemagne | 23     | 2    |
| 1999-00 | VfB Stuttgart     | Allemagne | 9      | 0    |
| 2000-01 | VfB Stuttgart     | Allemagne | 12     | 0    |
| 2001-02 | Schalke 04        | Allemagne | 10     | 0    |
| 2002-03 | Schalke 04        | Allemagne |        |      |
| 2003-04 | Schalke 04        | Allemagne |        |      |

## Sélections
- 1 sélection et 0 but en 1998 avec la  RF Yougoslavie.